# Sălcița, Banatul de Sud
Sălcița (sârbă Sočica, maghiară Temesszőllős, germană Sotschitza) este o localitate în Districtul Banatul de Sud, Voivodina, Serbia.

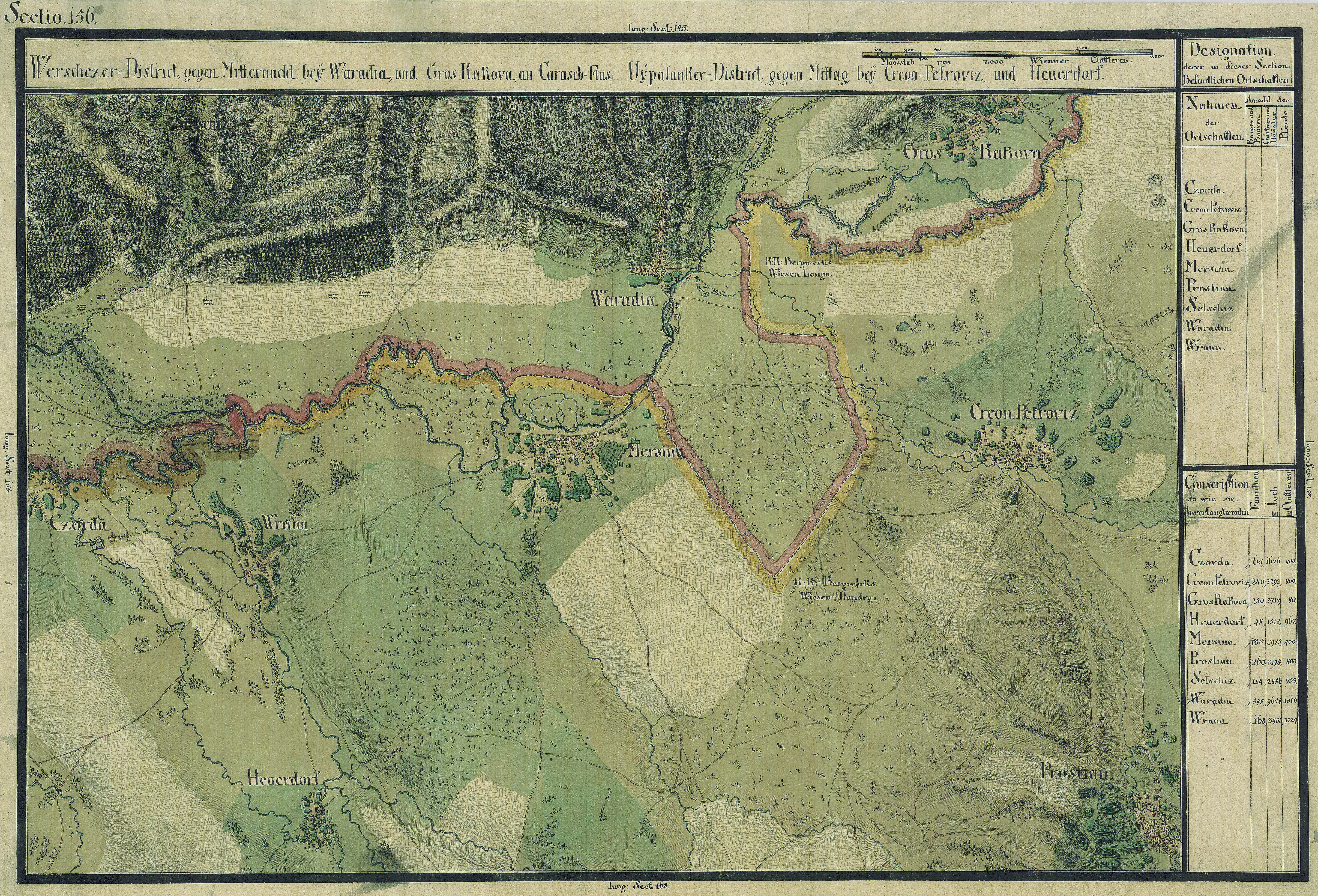
Sălciţa în Harta Iosefină a Banatului, 1769-72